# Peter Simon (Politiker)

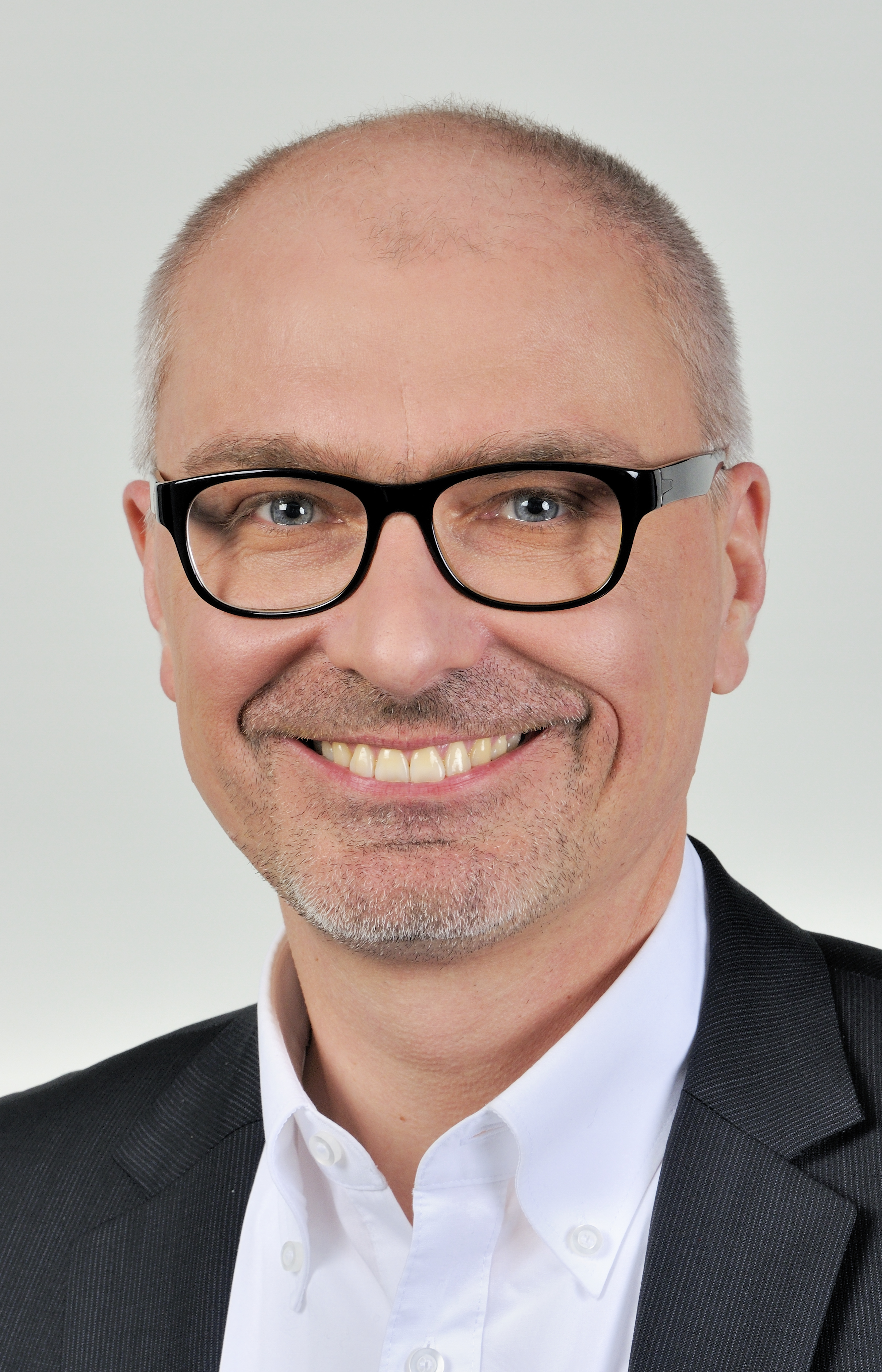
Peter Simon (2014)

Peter Simon (* 4. April 1967 in Mannheim) ist der Geschäftsführer des Weltsparkasseninstituts WSBI sowie der European Savings and Retail Banking Group ESBG. Er war für die SPD von 2009 bis 2019 Mitglied des Europäischen Parlaments.

## Leben
Nach dem Jura-Studium an der Ruprecht-Karls-Universität in Heidelberg begann Simon als Jurist beim Rechtsamt der Stadtverwaltung Mannheim, wo er die Stadt Mannheim bei gerichtlichen Verhandlungen vertrat. 1996 wurde er persönlicher Referent und juristischer Berater des Ersten Bürgermeisters Norbert Egger und war für den Aufbau strukturierter EU-Fördermitteleinwerbung, den Aufbau und Leitung der Projektgruppe EURO-Einführung und die Betreuung städtischer Beteiligungen zuständig. Von 1999 bis 2007 leitete er das von ihm aufgebaute Europa-Büro der Stadt Mannheim und war verantwortlich für die Durchführung internationaler EU-finanzierter Projekte, die Implementierung von EU-Vorschriften in Verwaltung und städtischen Beteiligungen, die Außenvertretung der Stadtvertretung z. B. beim Rat der Gemeinden und Regionen Europas (RGRE) und die Ausarbeitung kommunaler Positionierung in relevanten EU-Gesetzesvorhaben. Zudem war Simon von 2000 bis 2009 Lehrbeauftragter für Europarecht an der Dualen Hochschule Baden-Württemberg. 2001 bis 2009 war er außerdem mit dem Aufbau und Vorsitz der AG Europakoordinatoren beim Städtetag Baden-Württemberg betraut. Als Vertreter der deutschen kommunalen Spitzenverbände war Simon 2002 und 2003 im Bundesaußenministerium an der Erarbeitung des Entwurfs zur EU-Verfassung beteiligt. Ab 2007 war er bis zu seiner Wahl ins Europäische Parlament Leiter der Wirtschaftsförderung der Metropolregion Rhein-Neckar.
Simon war Vorsitzender des SPD-Ortsvereins Mannheim-Feudenheim und Mitglied des SPD-Kreisvorstands Mannheim.
2004 kandidierte Simon für das Europäische Parlament, verpasste aber mit Listenplatz 33 den Einzug. Bei der Europawahl 2009 wurde Simon als Abgeordneter gewählt und im Jahr 2014 wiedergewählt. Von 2014 bis 2019 war er als stellvertretender Vorsitzender des Wirtschafts- und Währungsausschusses (ECON) tätig. Als Sprecher für die sozialdemokratische Fraktion koordinierte er seit 2015 zudem federführend deren Kampf gegen Steuervermeidung, Steuerflucht und Geldwäsche. Zuerst in den beiden EP-Sonderausschüssen gegen Steuervermeidung TAXE 1 und 2 (Tax Rulings und „LuxLeaks Committees“) danach im Untersuchungsausschuss zu den Panama Papers (PANA) und danach im Sonderausschuss gegen Finanzkriminalität (TAX3). In beiden Bereichen war er Koordinator der S&D. Seit 2014 war er zudem tätig als Vizepräsident der Intergroups „Public Services“ (Daseinsvorsorge) und „URBAN“ (Nachhaltige Stadtentwicklung).
Simon war von 2013 bis 2018 Schattenberichterstatter und Co-Verhandlungsführer der sozialdemokratischen Fraktion für die 4. und 5. AMLD (Anti-Money Laundering Directive) sowie von 2010 bis 2014 Berichterstatter und Verhandlungsführer des Europäischen Parlaments für die aktuell gütige DGS Gesetzgebung (Deposit Guarantee Schemes Directive). Von 2016 bis 2019 war Simon Berichterstatter und Verhandlungsführer für CRD V / CRR II (Capital Requirement Directive und Capital Requirement Regulation).
Des Weiteren war Simon Mitglied der Delegation des Europäischen Parlaments für die Beziehungen zum Palästinensischen Legislativrat, stellvertretendes Mitglied der Delegation für die Beziehungen zu Israel und stellvertretendes Mitglied im Ausschuss für regionale Entwicklung. Bis 2014 war er zudem in der Delegation des Europäischen Parlaments für die Beziehungen zur koreanischen Halbinsel tätig. Zur Europawahl 2019 wurde Simon von seiner Partei auf einen hinteren Listenplatz gesetzt und er schaffte den Wiedereinzug nicht.
Nach seinem Ausscheiden aus dem Europäischen Parlament 2019 wurde er 2020 Bevollmächtigter des Deutschen Sparkassen- und Giroverbands bei der Europäischen Union.
Seit 2021 ist Peter Simon Geschäftsführer des Weltsparkasseninstituts WSBI und der European Savings and Retail Banking Group ESBG in Brüssel.

## Die parlamentarischen Funktionen & Tätigkeiten im Überblick
- Stellvertretender Vorsitzender des Wirtschafts- und Währungsausschusses (ECON)
- Koordinator der sozialdemokratischen Fraktion im Panama-Papers-Untersuchungsausschuss (PANA)
- Koordinator der sozialdemokratischen Fraktion in den Sonderermittlungsausschüssen zu Tax Rulings und anderen Maßnahmen gleicher Art oder Wirkung (TAXE 1 und TAXE 2)
- Koordinator der sozialdemokratischen Fraktion im Sonderermittlungsausschuss zu Finanzkriminalität, Steuerhinterziehung und Steuervermeidung (TAX3)
- Vizepräsident der Intergroup „Öffentliche Dienstleistungen“
- Vizepräsident der Intergroup „URBAN“ (Stadtentwicklung)
- Verhandlungsführer des Europäischen Parlaments für das Bankenregulierungspaket CRD V / CRR II (Capital Requirements Directive und Capital Requirements Regulation)
- Verhandlungsführer des Europäischen Parlaments für die aktuell gültige Einlagensicherungs-Gesetzgebung (Deposit Guarantee Scheme Directive)
- Verhandlungsführer der sozialdemokratischen Fraktion im ECON für die 4. und 5. Anti-Geldwäsche – Richtlinie (AMLD)
- Verhandlungsführer der sozialdemokratischen Fraktion im ECON für die Verordnung über die Übermittlung von Angaben bei Geldtransfers
- Verfasser des Initiativberichts des Europäischen Parlaments über die Reform der EU-Beihilfevorschriften über Dienstleistungen von allgemeinem wirtschaftlichem Interesse
- Verfasser des Berichts über den Vorschlag für eine Richtlinie des Rates zur Änderung der Richtlinie über das gemeinsame Mehrwertsteuersystem in Bezug auf die Dauer der Verpflichtung, einen Mindestnormalsatz einzuhalten
- Verfasser der Stellungnahme des ECON zu der Umsetzung der rechtlichen Bestimmungen und der gemeinsamen Erklärung zur Gewährleistung der parlamentarischen Kontrolle über die dezentralen Agenturen
- Verfasser der Stellungnahme des ECON zu dem Gesamthaushaltsplan der Europäischen Union für das Haushaltsjahr 2016
- Verfasser der sozialdemokratischen Position für die Stellungnahme „Europäisches Semester für die Koordinierung der Wirtschaftspolitik: Jahreswachstumsbericht 2016“ im Regionalentwicklungsausschuss
- Verfasser der sozialdemokratischen Position für die Stellungnahme „Neue Entwicklungen im öffentlichen Auftragswesen“ im Regionalentwicklungsausschuss
- Stellvertretendes Mitglied im Regionalentwicklungsausschuss (REGI)
- Kooptiert ins Präsidium des Deutschen Städte- und Gemeindebunds DStGB
- Mitglied in der Delegation für die Beziehungen zur Koreanischen Halbinsel (2009–2014) sowie der Delegation für die Beziehungen zum Palästinensischen Legislativrat und Stellvertreter in der Delegation für die Beziehungen zu Israel (2014–2019)

## Ehrungen
Bundesverdienstkreuz (2021)

## Mitgliedschaften
Simon ist Mitglied des Lions Club Mannheim, der Europa Union, des Europa Zentrums Baden-Württemberg e.V., bei Verdi und der AWO.

## Veröffentlichungen
- „Digital, aber bitte auch gerecht!“, in: Frankfurter Rundschau vom 3. Dezember 2018, S. 10

- „Höchstmöglichen Sparerschutz herstellen“, in: Börsenzeitung 15. Juni 2018, S. B6 (Sonderbeilage Einlagensicherung)

- „Neustart im Kampf gegen Steuervermeidung“, Frankfurter Rundschau vom 12. November 2015, S. 12

- „Das Ende der Chaostage“: IPG, Internationale Politik und Gesellschaft, 1. April 2014, S. 1–4

- „Mit den Kommunen Europa neu denken“, in: DEMO, das sozialdemokratische Magazin für Kommunalpolitik, Ausgabe 03, 2014, S. 27

- „Ein Sicherungsnetz für Sparer – die Sicht des Europäischen Parlaments“ in: Zeitschrift für das gesamte Kreditwesen, Ausgabe 08/2011

- „EU-Beihilfenpolitik auf dem Prüfstand“, in: DEMO, das sozialdemokratische Magazin für Kommunalpolitik, Ausgabe 11–12, 2010, S. 42–43

## Online-Literatur
- metropolnews
- Rhein-Neckar-Zeitung
- Schranke für Bankenzockerei. In: schwaebische.de, 30. Januar 2014
- Polska Agencja Prasowa